# Manheim (Nowy Jork)
Manheim – miasto w Stanach Zjednoczonych, w stanie Nowy Jork, w hrabstwie Herkimer. Nazwa miasta pochodzi od miasta Mannheim w Badenii w Niemczech.

## Historia
Miasto Manheim zostało założone w 1797 roku.